# Jens Arnold Diderich Jensen

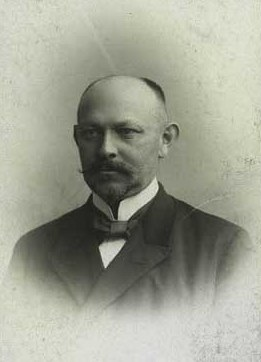
Jens Arnold Diderich Jensen (um 1900)

Jens Arnold Diderich Jensen  (ab 1911 Jens Arnold Diderich Jensen Bildsøe; * 24. Juli 1849 in Flensburg; † 24. November 1936 in Kopenhagen) war ein dänischer Marineoffizier, Polarforscher, Autor und Beamter. 1878 drang er so weit auf das grönländische Inlandeis vor wie keiner vor ihm.

## Leben

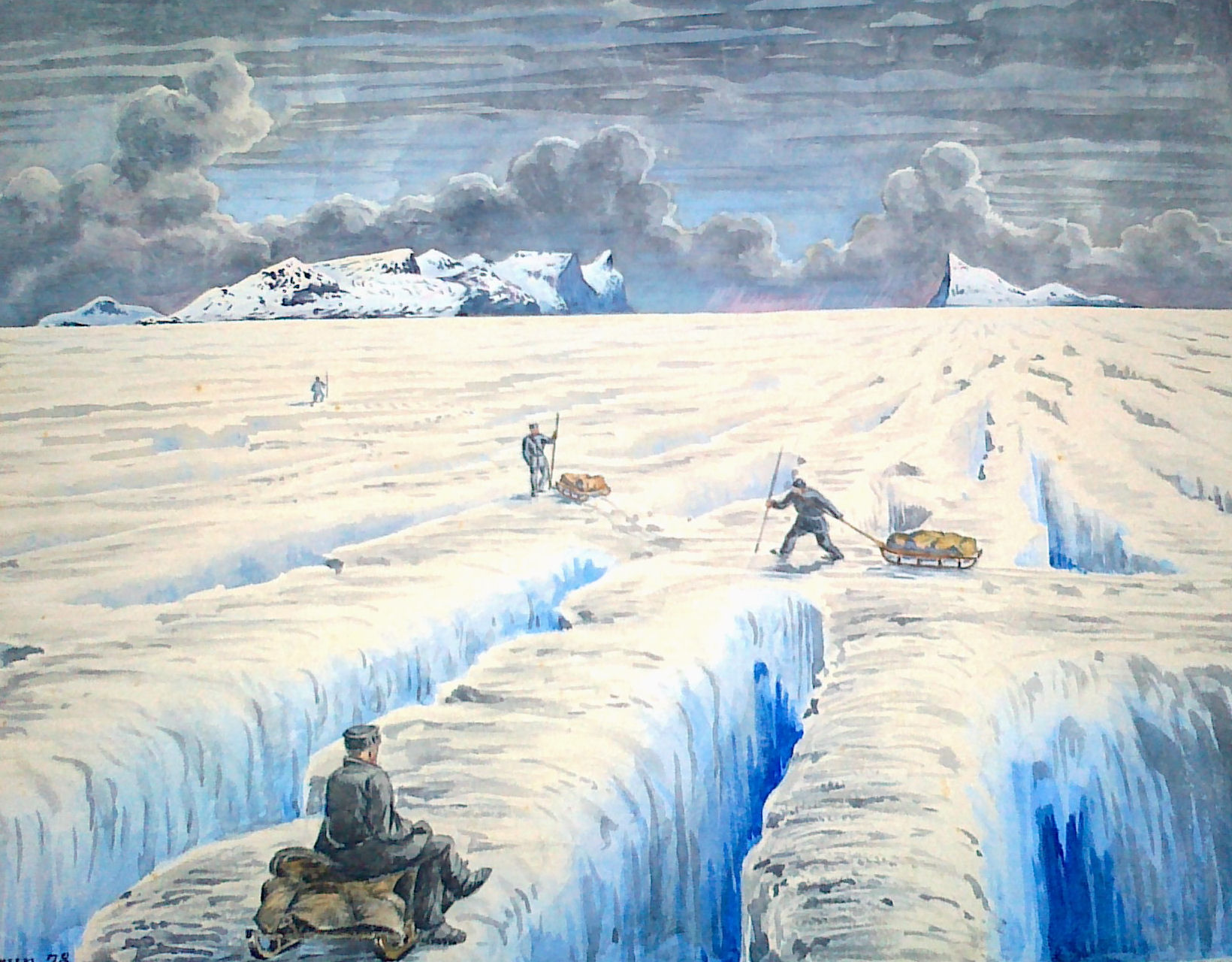
Jensens Marsch über das Inlandeis (Zeichnung: A. Kornerup, 1878)

Jens Arnold Diderich Jensen war der Sohn des Kaufmanns und Fabrikanten Hans Jensen (1816–1876) und dessen Frau Magdalene Ahlers (1811–1881). Er schlug eine militärische Laufbahn in der Königlichen Dänischen Marine ein, die ihn bis 1886 zum Kaptajn und 1901 zum Komandør aufsteigen ließ.
Als Oberleutnant nahm Jensen 1877 an der vom Geologen Knud Steenstrup geführten Expedition in den westgrönländischen Distrikt Frederikshåb (Paamiut) teil. Ziel war die Kartierung der durch Fjorde stark gegliederten Küste und wenn möglich ein Vorstoß auf das Inlandeis. Letzteres gelang aufgrund unvorhersehbarer Schwierigkeiten und widriger Wetterbedingungen nicht. Die Küste wurde aber von Jensen kartiert und die prominentesten Berge vermessen. Die Expeditionsteilnehmer sammelten Mineralien und bestimmten die Fließgeschwindigkeiten von Gletschern.
Im darauffolgenden Jahr wurden die Arbeiten – nunmehr unter Jensens Leitung – fortgesetzt und die Küste zwischen den Fjorden Ameralik und Tininnertooq kartiert. Besondere Aufmerksamkeit wurde den Ruinen der Westsiedlung der Grænlendingar geschenkt. Eine beachtliche Pionierleistung stellte ein dreiwöchiger Vorstoß auf das Inlandeis dar. Mit dem Ingenieur  Andreas Kornerup (1857–1881), dem Architekten Thorvald Groth (1847–1891) und dem Inuk Habakuk stieg er über den Frederikshåbgletscher (grönl.: Sioqqap Sermia) auf. Die Männer führten auf ihren Schlitten 200 kg Ausrüstung und Proviant mit sich. Geplagt von Schneeblindheit marschierten sie auf der von Spalten und Schmelzwasserflüssen geprägten Oberfläche des Eisschilds 70 km weit bis zu einer Gruppe von Nunataks, die heute den Namen J. A. D. Jensen Nunatakker tragen. Die Expedition erreichte eine maximale Höhe von 1543 m und brachte Aufklärung über die glaziologischen Verhältnisse dieser an Nunataks reichen Region. Von wissenschaftlichem Wert waren auch die astronomischen und meteorologischen Beobachtungen Jensens sowie die Pflanzen und Gesteinsproben, die an den Nunataks gesammelt wurden.
1879 leitete Jensen eine weitere Expedition nach Westgrönland und erforschte und kartierte die Küste zwischen Kangaatsiaq und Holsteinsborg (Sisimiut). In den Jahren 1881–1883 leitete er die militärische Vermessung in den dänischen Gewässern, bevor er 1884 und 1885 nach Grönland zurückkehrte, um erneut Küstenabschnitte zu kartieren, Steine und Pflanzen zu sammeln und die Ruinen der Grænlendingar zu erforschen.
Von 1887 bis 1888 war Jensen Kapitän des im Grönlandhandel eingesetzten Dampfschiffs Hvidbjørnen. Er gab das Kommando an Vilhelm Garde ab, als er zum Navigationsdirektør berufen wurde, dem für die dänischen Seefahrtschulen zuständigen Beamten. In dieser Funktion verfasste er mehrere Navigationslehrbücher und eine Schrift zum dänischen Seerecht. Seine Expeditionsberichte veröffentlichte er in den Meddelelser om Grønland. 1921 wurde er pensioniert, blieb aber bis 1926 in der Prüfungskommission der dänischen Seefahrtschulen. 1936 starb er im Alter von 87 Jahren in Kopenhagen.
Bildsøe – er hatte am 25. November 1911 seinen Nachnamen geändert – war von 1914 bis 1931 Vorstandsmitglied der Königlichen Dänischen Geographischen Gesellschaft, danach ihr Ehrenmitglied.

## Familiäres
Jensen heiratete am 31. März 1887 Manna Helene Grove (1861–1903). Nach deren Tod heiratete er am 18. Mai 1904 Frederikke Magdalene Bendz Kielland (1880–1943).

## Ehrungen
Jensen erhielt die folgenden Medaillen und Orden:
- Ritter (1880) und Kommandeur zweiter Klasse (1921) des Dannebrogordens,
- Dannebrogsmänner-Ehrenzeichen (1894).

Die folgenden geographischen Objekte sind nach ihm benannt:
- die Nunataks J. A. D. Jensen Nunatakker (62° 50′ N, 48° 56′ W) in Westgrönland,
- die Inselgruppe J. A. D. Jensen Øer (74° 53′ N, 58° 3′ W) in Westgrönland,
- der J. A. D. Jensen Fjord (68° 13′ N, 30° 6′ W) in Ostgrönland und
- das Kap J. A. D. Jensen (68° 10′ N, 29° 50′ W), die Südostspitze der Insel Søkongen Ø in Ostgrönland.

## Schriften (Auswahl)
- Om indlandsisen i Grønland: i anledning af Dr. Nansens expedition, 1888.
- Grundrids af Læren om Ebbe og Flod, 1899.
- Lærebog i Navigation, 2 Bände, 1903–04.
- Kortfattet Navigationslære, 1908.
- Danske Søfartslove i Uddrag, 1908.
- Nautisk Almanak, vor 1891–1930.